# Notharchus hyperrhynchus
Notharchus hyperrhynchus là một loài chim trong họ Bucconidae.